# أديسون هايات ساندرز
أديسون هايات ساندرز هو سياسي أمريكي، ولد في 13 سبتمبر 1823 في سينسيناتي في الولايات المتحدة، وتوفي في 7 نوفمبر 1912 في مارشالتاون في الولايات المتحدة.